# Lloyds Banking Group
Эта статья о банковской группе; о страховом рынке см. Lloyd's of London
Lloyds Banking Group plc — британский финансовый конгломерат; является крупнейшим розничным банком Великобритании. Образован в 2009 году в результате слияния финансовой группы Lloyds TSB Group, ведущей свою историю с XVIII века, и HBOS plc — группе компаний, специализировавшихся на оказании банковских и страховых услуг. Штаб-квартира находится в Лондоне.
Компания занимает 353 место в списке Fortune Global 500 за 2019 год. Наряду с Barclays, HSBC и Royal Bank of Scotland Group составляет «большую четвёрку» британских банков. Деятельность конгломерата почти полностью ограничена Великобританией и направлена на оказание услуг в банковской сфере, страховании и лизинге автомобилей.

## История
История группы началась в XVIII веке с банковского партнёрства Джона Тейлора и Сэмпсона Ллойда, основанного в июне 1765 года в Бирмингеме; через пять лет младшие партнёры бирмингемского банка открыли свой банк в Лондоне. В 1852 году потомки Джона Тейлора прекратили своё участие в деятельности банка и его название было изменено на Lloyds & Company. В 1865 году банк был зарегистрирован под названием Lloyds Banking Company Limited и в последующие годы расширялся за счёт поглощений, к концу XIX века у него уже было более 250 отделений. В 1884 году лондонский банк объединился с Barnett, Hoares and Company и взял себе их логотип — чёрного коня. К 1910 году штаб-квартира банка была перенесена из Бирмингема в Лондон. В 1911 году началось расширение деятельности Lloyds за пределы Великобритании, когда с покупкой банка Armstrong & Co. появились отделения в Париже и Гавре, которые впоследствии стали основой Lloyds Bank Europe. Через семь лет у банка появились отделения в Аргентине, в 1923 году к ним добавились отделения в Бразилии и была образована южноамериканская дочерняя компания Bank of London & South America (BOLSA). В 1918 году Lloyds, у которого уже было 888 отделений, объединился с Capital and Counties Bank, у которого было 473 отделения, а также представительства за рубежом (во Франции, Канаде, Бразилии и Мавритании); после объединения на Lloyds приходилось 13 % депозитов в Великобритании. В 1923 году был поглощён армейский банк Cox & Company с отделениями в Индии, Бирме и Египте, количество отделений в Англии достигло 1626. За годы Второй мировой войны размер депозитов в банке увеличился вдвое, выручка выросла втрое (хотя с учётом высокой инфляции — значительно меньше). В 1963 году была основана дочерняя компания Lloyds Bank Property Company для финансирования строительства; к концу 1960-х количество отделений банка превысило 2300.
В начале 1970-х Lloyds начал расширять деятельность на международной арене, для чего был создан Lloyds Bank International. География его деятельности включала ФРГ, Швейцарию, Ближний Восток, Австралию, Канаду и США; к 1978 году Lloyds был представлен в 43 странах. В 1972 году было создано подразделение страхования, а в 1973 году была основана лизинговая компания Lloyds Leasing. В 1979 году банк начал предоставлять услуги ипотечного кредитования (при покупке недвижимости стоимостью от £25 000 до £150 000). В 1982 году начало работу агентство недвижимости Blackhorse Agencies, к 1989 году у него было 563 отделения. В 1986 году сфера деятельности Lloyds Bank PLC ещё больше расширилась с учреждением брокерской конторы и торгового банка Lloyds Merchant Bank. В 1988 году была поглощена страховая компания Abbey Life Group PLC; после объединения с ней всей своей страховой деятельности была образована дочерняя компания Lloyds Abbey Life. В 1995 году Lloyds Bank Plc объединился с TSB Group plc (группой, образованной в 1986 году из четырёх сберегательных банков Trustee Savings Banks) под названием Lloyds TSB Bank plc. В 2000 году за £7 млрд была поглощена шотландская взаимная страховая компания Scottish Widows.
После 2000 года Lloyds начал сокращать своё присутствие вне Великобритании. В октябре 2003 года была продана новозеландская дочерняя компания National Bank of New Zealand. В июле 2004 года были проданы отделения в Аргентине банку Banco Patagonia и Колумбии банку Primer Banco del Istmo. В декабре 2005 года Lloyds TSB продал своё подразделение кредитных карт Goldfish американской компании Morgan Stanley Bank International Limited за £175 млн. В 2007 году Deutsche Bank за £977 млн купил у Lloyds TSB страховое подразделение Abbey Life.
Компания Lloyds Banking Group plc была образована 16 января 2009 года, когда Lloyds TSB Group plc приобрела конкурента HBOS plc; эта банковская компания, в свою очередь, была образована в 2001 году объединением Halifax plc и Bank of Scotland. 13 февраля 2009 года Lloyds Banking Group объявила, что убытки, связанные с покупкой проблемного банка HBOS оказались больше запланированного и составили £10 млрд, после этого заявления курс акций Lloyds Banking Group упал на 32 %
В 2009 году крупнейшим акционером компании стало казначейство Великобритании, скупившее две эмиссии акций (в январе и июне) и которому принадлежало до 43,4 % акций. В 2013—2014 годах казначейство продало большую часть акций и на конец 2015 года его доля составляла 9,2 %. На начало 2017 года доля казначейства сократилась до 6 % и оно перестало быть крупнейшим акционером Lloyds Banking Group, уступив лидерство американской инвестиционной группе BlackRock, Inc..
В феврале 2010 года группа продала 70 % долю (стоимостью около £185 млн) в страховой компании Esure её материнской компании Esure Group Holdings. В 2012 году банком была объявлена масштабная программа реструктуризации, в ходе которой сокращено 15 тысяч рабочих мест и продано 632 отделения (в придачу к тем 30 тысячам, которые были сокращены в 2009—2011 годах), а также почти полностью свёрнута работа вне Великобритании. В апреле 2013 года Lloyds продал отделения испанской дочерней компании Banco Halifax Hispania испанскому банку Banco de Sabadell, который в 2015 году также купил большинство отделений TSB.

## Руководство
Хронология председателей правления
- 1865—1869 — Тимоти Кенрик (Timothy Kenrick, 1807—1885)[28]
- 1869—1886 — Сэмпсон Сэмюел Ллойд[англ.] (Sampson Samuel Lloyd, 1820—1889); прапраправнук основателя Сэмпсона Ллойда, член палаты общин в 1874—1885
- 1886—1898 — Томас Солт (англ. Thomas Salt, 1830—1909)
- 1898—1909 — Джон Спенсер Филлипс (John Spencer Phillips, 1848—1909)
- 1909—1922 — Ричард Вассар-Смит (Richard Vassar-Smith, 1843—1922)[29]
- 1922—1945 — Боумонт Пиз (J. W. Beaumont Pease)
- 1946—1954 — Джордж Гордон Брюс Джон, 7-й лорд Бальфур из Берли (Lord Balfour of Burleigh, 1883—1967)
- 1954—1962 — Оливер Фрэнкс (англ. Oliver Franks, Baron Franks, 1905—1992); до этого был послом Великобритании в США
- 1962—1969 — Хэралд Пик (Harald Peake, 1899—1978)[30]
- 1969—1977 — Эрик Фокнер (Eric O. Faulkner)[4]
- 1977—1993 — Джереми Морс (англ. Jeremy Morse, 1928—2016); значительная часть его карьеры прошла в Банке Англии и Международном валютном фонде[31]
- 1993—2001 — Брайан Питман (Brian Pitman, 1931—2010)[32]
- 2001—2006 — Мартен ван ден Берг (англ. Maarten van den Bergh); с 1968 по 2000 годы занимал различные посты (вплоть до президента) в Royal Dutch/Shell Group[33]
- 2006—2009 — Виктор Бланк (англ. Victor Blank, род. 9 ноября 1942 года); директор The Royal Bank of Scotland с 1985 по 1993 год и председатель правления Trinity Mirror с 1999 по 2006 год[33]
- 2009—2014 — Уинфрид Бишофф (англ. Winfried Bischoff, род. 10 мая 1941 года); с 1966 года работал в компании J Henry Schroder & Co, после её поглощения в 2000 году Citigroup — в этой американской финансовой группе, в том числе с 2007 по 2009 год был председателем правления[34]
- 2014—2020 — Норман Блэкуэлл (англ. Norman Blackwell, Baron Blackwell, род. 29 июля 1952 года); с 1976 по 1978 год работал в компании Plessey[англ.], с 1978 по 1995 — в McKinsey & Company, затем, после двух лет работы в правительстве, перешёл в National Westminster Bank[англ.]; с 2005 по 2010 год был председателем правления в компании Interserve[англ.]; с 2010 по 2012 был неисполнительным директором Halma plc[англ.]. В 1997 году посвящён в пэры, член палаты лордов от Консервативной партии.

Действующее руководство
- Робин Буденберг[англ.] (Robin Budenberg, род. в 1960 году) — независимый председатель совета директоров с января 2021 года; ранее работал в UBS.
- Уильям Чалмерс (William Chalmers, род. в 1969 году) — главный исполнительный директор (CEO) с 2021 года, с 2019 года был главным финансовым директором; до этого работал в Morgan Stanley[1].

## Деятельность

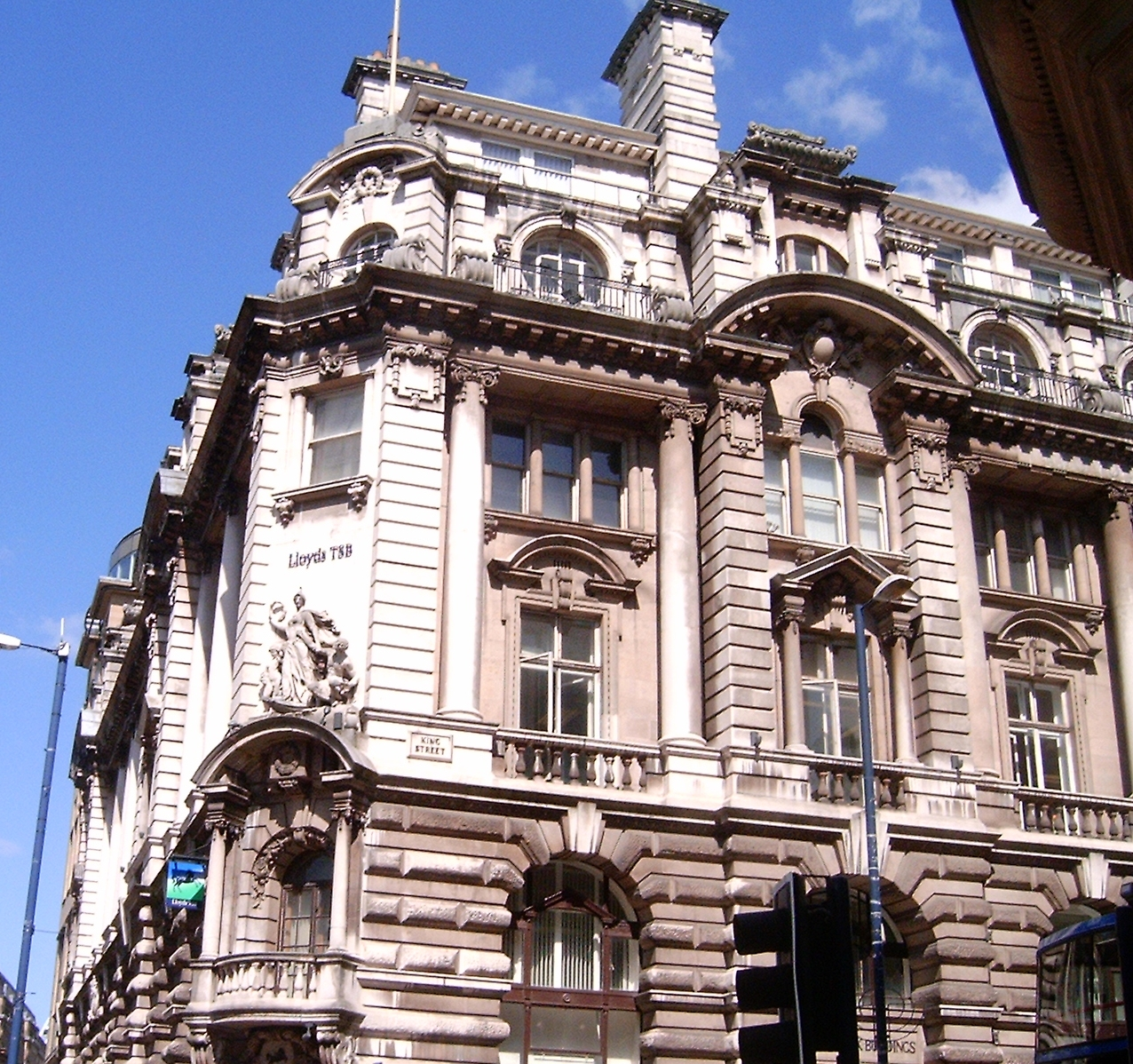
Один из филиалов банка

### Подразделения Lloyds Banking Group
- Retail (розничный банкинг) — банковские услуги (обслуживание текущих счетов, сберегательные счета, кредитование, в том числе ипотечное, распространение кредитных карт и страховых полисов) частным лицам в Великобритании; на рынке розничного банкинга в Великобритании доля составляет 21 %; выручка подразделения в 2020 году составила £9,26 млрд.
- Commercial Banking (коммерческий банкинг) — банковские услуги коммерческим организациям, от мелкого бизнеса до крупных корпораций и финансовых институтов, ведущих деятельность в Великобритании; выручка в 2020 году составила £3,62 млрд.
- Insurance & Wealth (страхование и управление активами) — различные виды страховых услуг, предоставляемые в Великобритании; выручка в 2020 году составила £1,3 млрд, в том числе корпоративное пенсионное страхование — £258 млн, другие формы пенсионного страхования — £204 млн, рента — £137 млн[1].

### Бренды
Lloyds Banking Group является группой, объединяющей несколько крупных финансовых институтов Великобритании, которые сохраняют в её составе значительную автономию.
Lloyds Bank — является основой деятельности группы в Англии и Уэльсе, где имеет более тысячи отделений.
Bank of Scotland — старейший банк Шотландии, основанный в 1695 году, ещё до объединения Шотландии с Англией. Является основой банковской деятельности группы в Шотландии.
Halifax — был основан в 1852 году в одноимённом городе в графстве Уэст-Йоркшир как строительное общество (Halifax Permanent Benefit Building Society), которое занималось выдачей кредитов на покупку или строительство недвижимости. К 1913 году его активы достигли £3 млн и оно стало крупнейшим подобным обществом в мире. С 1986 года оно стало оказывать также банковские услуги, а в 1997 году стало публичной компанией. В 2001 году компания Halifax объединилась с Bank of Scotland под названием HBOS plc. Во время мирового финансового кризиса 2007—2008 годов положение HBOS резко ухудшилось и компания была поглощена Lloyds TSB Group plc. В составе группы продолжает заниматься ипотечным кредитованием, обслуживая около 18 млн клиентов.
Birmingham Midshires — строительное общество, основанное в 1842 году в Бирмингеме. В 1999 году было поглощено Halifax. Обслуживает сберегательные счета и занимается ипотечным кредитованием.
Scottish Widows — шотландская взаимная страховая компания, основанная в 1815 году. В 1999 году была поглощена Lloyds TSB. В составе группы предоставляет услуги страхования жизни и пенсионного страхования, а также инвестиционные услуги. Обслуживает более 6 млн клиентов.
Black Horse — созданная в 2001 году компания автокредитования. Сотрудничает с 5 тысячами автодилеров, выдаёт около £1,7 млрд кредитов на покупку автомобиля в год.
Lex Autolease — предоставляет услуги лизинга (проката) автомобилей; на 2015 год автопарк компании состоял из 329 тысяч автомобилей.
На конец 2020 году банком было выдано кредитов на £498,84 млрд, в том числе ипотечных — £295 млрд. Депозиты клиентов составили £460,07 млрд. В структуре выручки из £15,1 млрд £10,7 млрд составил чистый процентный доход, £18,4 млрд принесли другие статьи дохода (£7,2 млрд чистый торговый доход, £8,4 млрд страховые премии), из этой суммы были вычтены £14 млрд страховых выплат.
География деятельности с начала XXI века значительно сократилась, на конец 2016 года из 80 400 сотрудников Lloyds Banking Group 800 работают вне Великобритании, в основном это розничные услуги кредитования в Германии и Нидерландах.
В списке крупнейших публичных компаний мира Forbes Global 2000 за 2016 год Lloyds Banking Group занял 170-е место, в том числе 166-е по обороту, 782-е по чистой прибыли, 23-е по размеру активов и 111-е по рыночной капитализации. В списке Fortune Global 500 за 2016 год занял 193-е место (в 2015 году — 145-е).
| Год                 | 2001  | 2002  | 2003  | 2004  | 2005  | 2006  | 2007  | 2008  | 2009  | 2010   | 2011   | 2012   | 2013   | 2014  | 2015  | 2016  | 2017  | 2018  | 2019  | 2020  |
| ------------------- | ----- | ----- | ----- | ----- | ----- | ----- | ----- | ----- | ----- | ------ | ------ | ------ | ------ | ----- | ----- | ----- | ----- | ----- | ----- | ----- |
| Оборот              | 9,335 | 10,50 | 14,14 | 16,67 | 20,41 | 11,01 | 10,70 | 9,868 | 23,28 | 24,96  | 20,80  | 20,52  | 18,48  | 16,40 | 17,42 | 17,27 | 18,66 | 18,63 | 18,36 | 15,13 |
| Чистая прибыль      | 1,635 | 1,753 | 3,231 | 1,508 | 1,351 | 2,908 | 3,320 | 0,798 | 2,953 | -2,954 | -0,554 | -1,387 | -0,802 | 1,499 | 0,956 | 2,514 | 3,999 | 4,506 | 3,006 | 1,387 |
| Активы              | 243,2 | 254,4 | 251,2 | 281,6 | 305,9 | 343,6 | 353,3 | 436,0 | 1027  | 992,4  | 970,6  | 933,1  | 842,4  | 854,9 | 806,7 | 817,8 | 812,1 | 797,6 | 833,9 | 871,3 |
| Собственный капитал | 13,51 | 10,16 | 11,89 | 11,46 | 10,98 | 11,16 | 12,14 | 9,393 | 43,28 | 43,73  | 45,51  | 41,90  | 38,99  | 43,34 | 41,23 | 43,02 | 43,55 | 43,43 | 41,70 | 43,28 |

## Дочерние компании
Крупнейшие дочерние компании на конец 2015 года:
- Lloyds Bank plc (Англия, банкинг и финансовые услуги)
- Scottish Widows Limited (Шотландия, страхование жизни)
- HBOS plc (Шотландия, холдинговая компания)
- Bank of Scotland plc (Шотландия, банкинг и финансовые услуги)
- Agricultural Mortgage Corporation

## Критика
В 2009 году налоговое управление Великобритании обвинило Lloyds Banking Group в уклонении от уплаты налогов путём перевода миллионов фунтов в американские финансовые институты.
В 2010 году Lloyds Banking Group был оштрафован правительством США на $350 млн за участие в разработке схем по проведению финансовых операций с Ираном в обход санкций США (вместе с такими финансовыми компаниями, как Credit Suisse, Barclays и другими).
В феврале 2017 года один из директоров HBOS, Линден Скаурфилд (англ. Lynden Scourfield) и несколько его сообщников получили тюремные сроки от 3,5 до 15 лет за применение криминальных схем для личного обогащения за счёт клиентов, в основном представителей среднего бизнеса. Они выдали себе кредиты на сумму £245 млн, в то же время нанеся компаниям-клиентам ущерб, который оценивается в £1 млрд.